# داء انحلال الدم الوليدي (أضداد المستضد كيل)
يعد داء انحلال الدم الوليدي (أضداد المستضد كيل1) ثاني أكثر الأسباب شيوعًا لمرض انحلال الدم الوليدي (HDN)  بعد داء الريسوس، تزداد أهمية داء أضداد المستضد كيل1 نسبيًا، خاصة بعد أن أصبحت الوقاية من داء الريسوس أكثر فعالية.
يحدث داء انحلال الدم الوليدي بسبب عدم التوافق بين مستضدات كيل عند الأم والجنين. حوالي 91% من السكان سلبيي مستضد كيل1 وحوالي 9% إيجابيين. جزء من واحد بالمائة يعتبرون متماثلي الزيجوت لمستضد كيل1، لذلك حوالي 4.5% من الأطفال المولودين لأم سلبية المستضد كيل1 يكونون إيجابيي كيل1.
يحدث المرض عندما تنتقل الأجسام المضادة لكيل1 من الأم إلى الجنين عبر حاجز المشيمة، مما يخرق الامتياز المناعي للمشيمة. قد تسبب هذه الأجسام المضادة فقر الدم الحاد عن طريق تدخلها في تكاثر الخلايا الدموية الحمراء في مراحلها المبكرة، والتسبب أيضًا في انحلال الدم المناعي الخيفي. قد يحدث المرض الشديد في وقت مبكر من الأسبوع 20 من الحمل. قد يحدث استسقاء السائل الأمنيوسي في وقت مبكر من الحمل أيضًا. يعتبر وجود الأجسام المضادة لكيل1 في فحص الدم قبل الولادة (اختبار كومبس غير المباشر) مؤشر للإحالة المبكرة إلى خدمة متخصصة للتقييم والعلاج.

## التظاهر

### المضاعفات
- ارتفاع مستوى البيليروبين عند الولادة أو ارتفاعه سريعًا بعدها.[2]
- فرط بيليروبين الدم لفترات طويلة.[2]
- الخلل العصبي الناجم عن تراكم البيليروبين.[3]
- الشلل الدماغي.[4]
- اليرقان النووي.[5]
- قلة العدلات.[6]
- قلة الصفيحات.[7]
- فقر الدم الانحلالي، من المهم التنويه لأهمية عدم علاجه بالحديد.[8]
- فقر الدم المبكر، من المهم التنويه لأهمية عدم علاجه بالحديد. قد يستمر حتى 12 أسبوعًا بعد الولادة.[9][10]

## الأسباب
تطور أجسام الأمهات سلبيات مستضد كيل1 أجسامًا مضادة بعد تعرضهن لخلايا الدم الحمراء إيجابية مستضد كيل1. أكثر من نصف حالات مرض داء انحلال الدم الوليد يحدث بعد تولّد أضداد مستضد كيل1 نتيجة عمليات نقل دم متعددة، والباقي ينتج عن حمل سابق لطفل إيجابي مستضد كيل1.

## الآلية
داء انحلال الدم الوليدي هو حالة يؤدي فيها عبور الأجسام المضادة للأم إلى الجنين إلى انحلال الدم في الخلايا الحمراء الجنينية/الوليدية. يمكن أن تتشكل الأجسام المضادة (الأضداد) بشكل طبيعي مثل أضداد A وB أو الأضداد المناعية التي تتشكل بعد حدث تحسسي. يحدث التمنيع ضد مستضدات الجنين عندما يكون الجهاز المناعي للأم حساسًا للمستضدات الموجودة على سطح خلايا الدم الحمراء للجنين. الأسباب الأكثر شيوعًا للتمنيع الإسوي هي نقل الدم والنزوف عند الأم والجنين. يمكن أن يؤدي انحلال الدم إلى فقر الدم، وفرط بيليروبين الدم، ونقص الصفيحات الوليدي، وقلة العدلات الوليدية. انخفض معدل حدوث انحلال الدم الناتج عن أضداد D مع استخدام التطعيم ضد العامل الريسوسي (المعروف باسم روغام) بشكل كبير وأصبحت الأجسام المضادة الأخرى الآن هي السبب الرئيسي لداء انحلال الدم الوريدي.

### محدد الضد
قد تؤدي أضداد كيل1 إلى حدوث فقر دم حاد بغض النظر عن مقدار وجوده في الدم؛ إذ تثبط أضداد كيل1 نخاع العظم عن طريق تثبيط الخلايا السلفية للكريات الحمر.
أضداد كيل2، وكيل3، وكيل4
يمكن أيضًا أن يحدث انحلال الدم عند الأطفال حديثي الولادة بسبب وجود أضداد مستضدات كيل2، وكيل3، وكيل4 من نوع الغلوبولين المناعي جي. من النادر حدوث ذلك، وفي حال حدوثه سيكون المرض أقل شدة.

## الفحص
تتضمن فحوص داء انحلال الدم الوليد بإجراء فحوصات دموية لكل من الأم والأب، وقد يشمل التقييم أيضًا بزل السلى ومسح للشريان الدماغي الأوسط.

### الأم
يسمى اختبار الدم للأم باختبار كومبس غير المباشر (ICT) أو اختبار التراص غير المباشر (IAT). يبين هذا الاختبار وجود أو عدم وجود أجسام مضادة في مصل الأم. إذا كان الاختبار موجبًا، يُحدّد الجسم المضاد ويُعطى نسبة لوجوده في الدم (عيار الضد). يعتبر عيار 1:16 أو أكثر موجهًا مهمًا للإصابة بداء كيل، ويُعتبر أنه يزيد من مخاطر الإصابة بفقر الدم لدى الجنين. يمكن التعامل مع ارتفاع العيار عبر متابعة أسبوعية عن طريق الفحص بالموجات فوق الصوتية للجنين، وتقييم السرعة الانقباضية القصوى للشريان الدماغي الأوسط له (MCA)، وحجم السائل الأمنيوسي، بالإضافة إلى علامات الاستسقاء وفقر الدم الجنيني.

### الأب
يُفحص الدم عند الأب للمساعدة في تحديد حالة مستضد الجنين. إذا كان متماثل الزيجوت للمستضد، ستكون فرصة حصول الأبناء على المستضد 100%، وبذلك سيكونون تحت خطر الإصابة بداء انحلال الدم الوليدي، أما إذا كان متغاير الزيجوت، فهناك احتمال بنسبة 50% أن يكون الأبناء إيجابيي المستضد. يمكن أن يساعد هذا الاختبار في معرفة وضع الطفل الحالي، والمساعدة في اتخاذ قرار بشأن الحمل في المستقبل. يُسمى هذا الاختبار بالإضافة لاختبار تحديد نمط الجيني لمستضد عامل الريسوس باسم النمط الظاهري للمستضد.

### الجنين
يوجد 3 طرق ممكنة لاختبار المستضد عند الجنين. عدم وجود الجين المسؤول عن تصنيع المستضد في الحمض النووي للجنين، وبزل السلى، وأخذ عينات من الزغابات المشيمية. من بين هذه الاختبارات الثلاثة، لا يُستخدم اختبار فحص عينات الزغابات المشيمية حاليًا؛ لأنه يفاقم خطر حدوث استجابة للمستضدات من قبل جسم الأم. بمجرد تحديد حالة المستضد، يمكن إجراء التقييم عبر فحص الشريان المخي الأوسط.
- قد تحتوي الخلايا خالية الحمض النووي مستضدات معينة. يؤخذ الدم من الأم، وباستخدام تفاعل البوليميراز المتسلسل، يمكن الكشف عن الأليلات K وC وc وD وE  للحمض النووي للجنين. هذا الاختبار غير غازٍ للجنين وهو طريقة سهلة للتحقق من حالة المستضد وخطر الإصابة بداء انحلال الدم الوليدي. أثبتت الاختبارات أنها دقيقة جدًا وتُجرى بشكل روتيني في المملكة المتحدة في المختبر المرجعي الدولي لفصيلة الدم في بريستول. يجري مختبر سانكوين في أمستردام في هولندا هذا الاختبار أيضًا. بالنسبة للمرضى الأمريكيين، قد يُرسَل الدم إلى أي من المخابر المذكورة.[17]
- بزل السلى هو طريقة أخرى موصى بها لاختبار حالة المستضد وخطر الإصابة بداء انحلال الدم الوليدي. يمكن اختبار حالة مستضد الجنين في وقت مبكر يصل إلى 15 أسبوعًا عن طريق تفاعل البوليميراز المتسلسل (PCR) لخلايا الجنين.
- يمكن أخذ عينات من الزغابات المشيمية وفحصها لاختبار حالة مستضد الجنين ولكن لا يوصى بهذا الاختبار، لأنه يزيد من خطر الإصابة بنزوف مما قد يرفع من عيار الأجسام المضادة، ويؤدي إلى تفاقم تأثير الجسم المضاد.

### اختبار الشريان المخي الأوسط
يغير اختبار الشريان المخي الأوسط (السرعة الانقباضية القصوى) طريقة علاج حالات الحمل الحساسة. يُجرى هذا الاختبار بدون تدخل جراحي باستخدام الموجات فوق الصوتية. من خلال قياس سرعة ذروة تدفق الدم في الشريان الدماغي الأوسط، يمكن حساب درجة موم MoM (مضاعف الوسيط). تشير درجة موم في حال كانت 1.5 أو أكثر إلى فقر الدم الشديد عند الجنين ويجب معالجتها بنقل الدم داخل الرحم.